# Elettrotreno FFS RABe 511
Gli elettrotreni RABe 511 delle Ferrovie Federali Svizzere sono una serie di elettrotreni a due piani, appartenenti alla famiglia Stadler KISS. Ne sono state costruite due varianti, a quattro e a sei elementi.

## Storia
Nel 2008 le Ferrovie Federali Svizzere ordinarono alla Stadler di Bussnang una serie di 50 elettrotreni a sei elementi, a due piani, destinati alla rete celere zurighese.
La Stadler progettò un treno completamente nuovo, che negli anni successivi sarebbe stato commercializzato con il nome di KISS e venduto ad altre società ferroviarie.
Le consegne iniziarono nel 2011, e poco dopo le FFS ne ordinarono ulteriori 24 unità, in composizione di quattro elementi, per i servizi RegioExpress sulle linee intorno a Basilea, Berna, Ginevra e Zurigo.